# ایرانا
شرکتهای کاشی و سرامیک سازی ایرانا از شرکت‌های تولید کاشی و سرامیک در ایران است.
ایرانا اولین شرکت تولیدکننده کاشی دیواری به شیوه در ایران است و در سال ۱۳۳۶ با سرمایه ۵۲۰ میلیون ریال تحت شماره ۵۹۰۴ تأسیس شد. این شرکت که بزرگترین شرکت تولید کاشی در ایران بود، در تملک خانواده مراد اریه قرار داشت. پس از انقلاب ۱۳۵۷ در ایران، به موجب قانون حفاظت و توسعه صنایع ایران، ایرانا به همراه دیگر اموال اریه به مصادره دولت درآمد. این شرکت در سال ۱۳۹۵ تعطیل شد. و کارگران آن بیکار شدند.